# Applause Tower
L'Applause Tower (茶屋町アプローズ) est un gratte-ciel de bureaux de 161 mètres de hauteur construit à Osaka en 1992. Il a été conçu par la société Takenaka Corporation.